# Billington Heights
Billington Heights est une census-designated place du comté d'Érié, dans l'État de New York, aux États-Unis,. En 2020, elle compte une population de 1 748 habitants.